# Masahiro Makino
Pour les articles homonymes, voir Masahiro.
Masahiro Makino (マキノ 雅弘, Makino Masahiro), né le 29 février 1908 à Kamigyō-ku (Kyoto) et mort le 29 octobre 1993 à Tokyo, est un réalisateur japonais spécialisé dans les films d'action où le héros solitaire, souvent un samouraï, doit venger les injustices sociales et fait de cette cause une mission personnelle, quasiment une obligation.

## Biographie
Masahiro Makino est né à Kyoto, il est le fils aîné du réalisateur Shōzō Makino. Il commence sa carrière d'acteur enfant et tourne dans plus de 170 films muets de 1912 à 1928.
Acteur dans les films de son père, Shōzō Makino, il en devint rapidement l'assistant avant de devenir lui-même réalisateur à l'âge de 18 ans avec Aoi me no ningyō (La Poupée aux yeux bleus). Durant sa carrière, qui se déroule de 1926 à 1972, il dirige plus de 270 films, passant des films fantastiques au genre des opérettes, des comédies musicales aux épopées historiques. Il est principalement connu, cependant, pour sa technique où de lentes historiettes d'amour viennent se superposer à des rapides et impressionnantes scènes d'action habilement chorégraphiées.
Son chef-d'œuvre demeure Rōnin-gai (en) (1928, réalisé alors qu'il n'avait que 20 ans). Durant la Seconde Guerre mondiale, Makino tourne des films de propagande avant de retourner aux chanbara (films classiques d'épée) dans lesquels il a fait sa marque.
Son frère Sadatsugu Matsuda est aussi réalisateur. Il a été marié à l'actrice Yukiko Todoroki de 1940 à 1950.

## Filmographie sélective

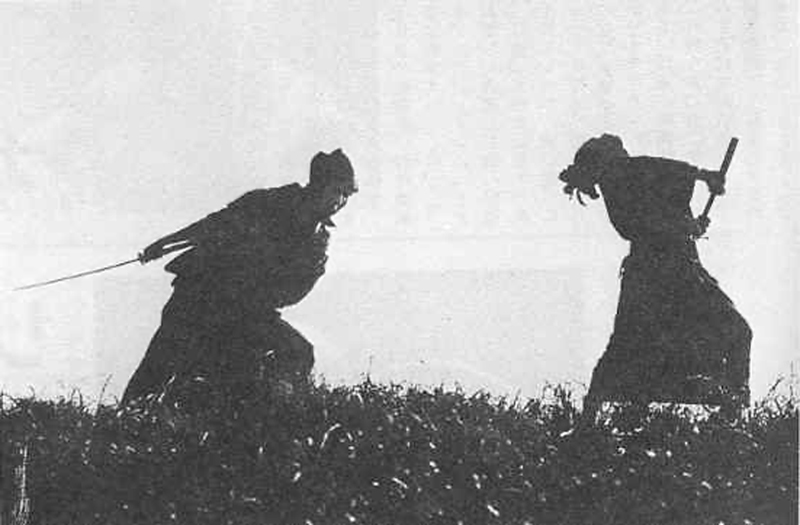
Quartier des ronin (1928).

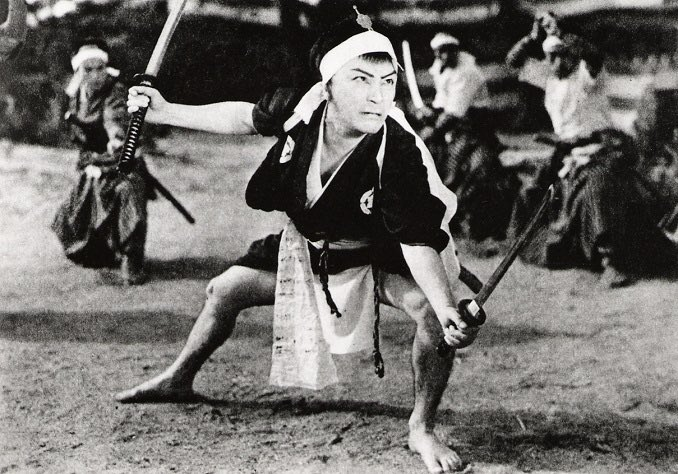
Tsumasaburō Bandō dans Duel à Takada-no-baba (1937).

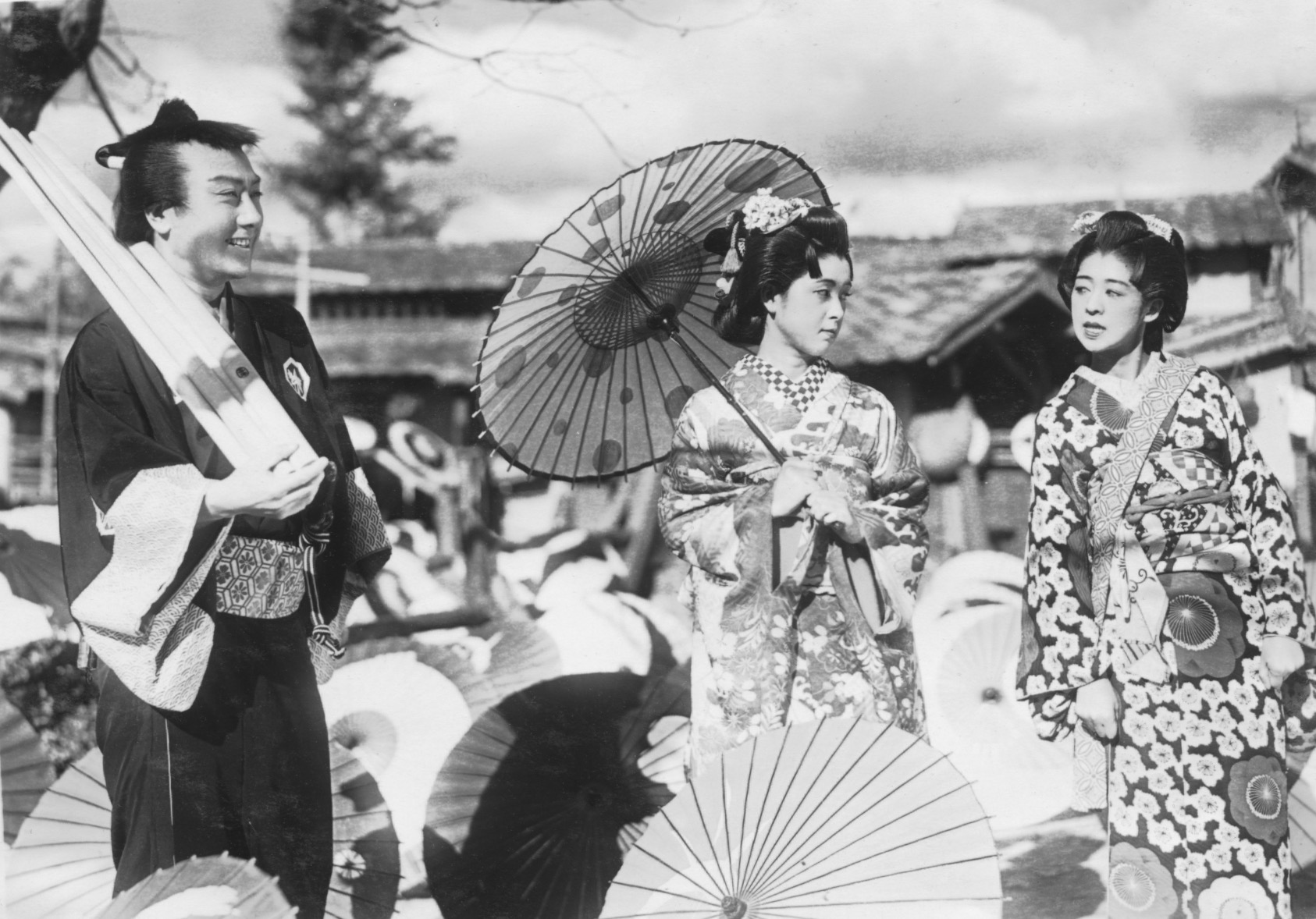
De g. à d. : Chiezō Kataoka, Tomiko Hattori et Haruyo Ichikawa dans Chants de tourtereaux (1937).

Affiche de Suteuri kanbei (1958).

### Réalisateur
Sauf indication contraire, les titres en français se basent sur la filmographie de Masahiro Makino dans l'ouvrage Le Cinéma japonais de Tadao Satō.

#### Années 1920
- 1926 : La Poupée aux yeux bleus (青い眼の人形, Aoi me no ningyō?) co-réalisé avec Shinrō Tomizawa[3]
- 1927 : Mortifications hebdomadaires (週間苦行, Shūkan kugyō?)
- 1928 : Le Chéri (愛しき彼, Kanashiki kare?)[3]
- 1928 : Chronique d'une vengeance (仇討殉情録, Adauchi junjōroku?)
- 1928 : Quartier des ronin I (浪人街 第一話 美しき獲物, Rōningai dai-ichiwa: Utsukushiki emono?)[3]
- 1928 : Le Champ de courses de Sozenji (崇禅寺馬場, Sozenji baba?)
- 1929 : Quartier des ronin II (浪人街 第二話 楽屋風呂第, Rōningai dai-niwa: Gakuya-buro?)
- 1929 : Le Lieu d'exécution (首の座, Kubi no za?)
- 1929 : Quartier des ronin III (浪人街 第三話 憑かれた人々, Rōningai dai-sanwa: Tsukareta hitobito?)

#### Années 1930
- 1930 : Les Gens qui dansent sur le fil de la destinée (運命線上に躍る人々, Unmei senjō ni odoru hitobito?) co-réalisé avec Tameyoshi Kubo (ja)[3]
- 1930 : Les Anges couverts de boue (泥だらけの天使, Dorodarake no tenshi?)[3]
- 1934 : Sakura ondo (さくら音頭?) co-réalisé avec Kunio Watanabe
- 1934 : Shura hototogisu: Zenpen (修羅時鳥 前篇?) co-réalisé avec Kyōtarō Namiki
- 1935 : Katsujinken: Araki Mataemon (活人剣 荒木又右衛門?)
- 1936 : Hana no haru Tōyamazakura (花の春遠山桜?) co-réalisé avec Sadatsugu Matsuda
- 1936 : Saigo no doyōbi (最後の土曜日?) co-réalisé avec Shigeo Tamaru (ja)
- 1936 : Chuji Kunisada (国定忠治 信州子守歌, Kunisada Chūji: Shinshū komoriuta?)
- 1936 : Tange Sazen: Kan'un hissatsu no maki (丹下左膳 乾雲必殺の巻 第一篇?)
- 1936 : Tange Sazen: Konryū jubaku no maki (丹下左膳 坤竜呪縛之巻?)
- 1936 : Shura hakkō I (修羅八荒 第一篇?) co-réalisé avec Nobuo Nakagawa
- 1936 : Shibahama no kawazaifu (芝浜の革財布?)
- 1936 : Shura hakkō II (修羅八荒 第二篇?) co-réalisé avec Tameyoshi Kubo (ja)
- 1936 : Shura hakkō III (修羅八荒 第三篇?) co-réalisé avec Nobuo Nakagawa
- 1936 : Les Trois Vaillants Soldats boulets humains (忠烈肉弾三勇士, Chūretsu nikudan sanyūshi?)
- 1937 : Cinq Hommes jeunes I (青春五人男 前篇, Seishun gonin otoko: Zenpen?)
- 1937 : Cinq Hommes jeunes II (青春五人男 後篇, Seishun gonin otoko: Kōhen?) co-réalisé avec Hiroshi Seimaru (ja)
- 1937 : Onna Sazen (女左膳?) co-réalisé avec Nobuo Nakagawa
- 1937 : Un écho pour l'amour I (恋山彦 風雲の巻, Koi yamabiko: Fūun no maki?)[4]
- 1937 : Un écho pour l'amour II (恋山彦 怒濤の巻, Koi yamabiko: Dotō no maki?)
- 1937 : Duel à Takada-no-baba (血煙高田の馬場, Chikemuri Takadanobaba?)[5] co-réalisé avec Hiroshi Inagaki
- 1937 : Jiraiya (自来也?)
- 1938 : Kurama Tengu (鞍馬天狗 角兵衛獅子の巻, Kurama Tengu: Kakubei jishi no maki?) coréalisé avec Sadatsugu Matsuda
- 1938 : Les Quarante-sept ronins (忠臣蔵 天の巻, Chūshingura: Ten no maki?)[6]
- 1938 : Un voyage de Yaji et Kita (弥次喜多道中記, Yajikita dōchūki?)
- 1939 : Kesa et Morito (袈裟と盛遠, Kesa to Moritō?), coréalisé avec Hiroshi Inagaki
- 1939 : Les Vauriens d'Edo (江戸の悪太郎, Edo no akutarō?)[7]
- 1939 : Quartier des ronin (浪人街, Rōnin-gai?)
- 1939 : Le Port de Shimizu (清水港, Shimizu minato?)
- 1939 : Chants de tourtereaux (鴛鴦歌合戦, Oshidori utagassen?)[8]

#### Années 1940
- 1940 : Le Port de Shimizu II (続清水港, Zoku Shimizu minato?)[9]
- 1940 : Nobunaga Oda (織田信長, Oda Nobunaga?)
- 1941 : L'Homme qui a disparu hier (昨日消えた男, Kinō kieta otoko?)
- 1941 : Iemitsu to Hikoza (長谷川・ロッパの 家光と彦左, Hasegawa Roppa no Iemitsu to Hikoza?)
- 1941 : La Danseuse d'Awa (阿波の踊子, Awa no odoriko?)
- 1941 : Le siècle rit (世紀は笑ふ, Seiki wa warau?)
- 1941 : Le Chemin de gloire d'un homme (男の花道, Otoko no hanamichi?)
- 1942 : L'Homme qui attendait (待って居た男, Matte ita otoko?)
- 1942 : Généalogie d'une femme I (婦系図, Onna keizu?)
- 1942 : Généalogie d'une femme II (続婦系図, Zoku onna keizu?)
- 1943 : Mademoiselle Hanako (ハナ子さん, Hanako-san?)
- 1943 : La Guerre de l'opium (阿片戦争, Ahen sensō?)
- 1943 : Le blanc-bec entre en scène (坊ちゃん土俵入り, Bōchan dohyōiri?) co-réalisé avec Kyōtarō Namiki et Torahiko Ise
- 1944 : Touché coulé (不沈艦撃沈, Fuchinkan gekichin?)
- 1944 : La Fanfare militaire en campagne (野戦軍楽隊, Yasen gungakutai?)
- 1945 : Le Chant de la victoire (必勝歌, Hisshō ka?) co-réalisé avec Kenji Mizoguchi, Hiroshi Shimizu et Tomotaka Tasaka
- 1945 : Dans les environs de Sennichimae (千日前附近, Sennichimae fukin?)
- 1946 : Grand show année 1946 (グランドショウ１９４６年, Gurando sho 1946 nen?)
- 1946 : Un vagabond élégant (粋な風来坊, Iki na fūraibō?)
- 1946 : La Femme qui attend en vain (待ちぼうけの女, Machibōke no onna?)
- 1946 : Un père décontracté (のんきな父さん, Nonkina otosan?)
- 1946 : La Bataille du château de la pleine lune (満月城の歌合戦, Mangetsu-jō no uta gassen?)
- 1948 : La Porte de la chair (肉体の門, Nikutai no mon?) co-réalisé avec Masafusa Ozaki
- 1948 : Les fantômes meurent à l'aube (幽霊暁に死す, Yūrei akatsuki ni shisu?)
- 1949 : Le Boss (ボス, Bosu?) co-réalisé avec Isamu Kosugi
- 1949 : Histoires de détectives : le capuchon violet I (佐平次捕物帳 紫頭巾 前篇, Saheiji torimono-chō: Murasaki zukin I?)
- 1949 : Histoires de détectives : le capuchon violet II (佐平次捕物帳 紫頭巾 後篇, Saheiji torimono-chō: Murasaki zukin II?)

#### Années 1950
- 1950 : L'Homme couvert de blessures (傷だらけの男, Kizu darake no otoko?)
- 1950 : Danpei le tueur (殺陣師段平, Tateshi Danpei?)
- 1950 : Sengoku matoi (千石纏?)
- 1950 : Les Misérables II (レ・ミゼラブル あゝ無情 第二部 愛と自由の旗, Re mizeraburu: kami to jiyu no hata?)[10],[11]
- 1951 : Le Meurtre d'Otsuya (お艶殺し, Otsuya goroshi?)
- 1952 : Journal de vagabondage (浮雲日記, Ukigumo nikki?)
- 1952 : Yagura daiko (やぐら太鼓?) co-réalisé avec Eisuke Takizawa
- 1952 : Divorce (離婚, Rikon?)
- 1952 : Le Palanquin volant (すっ飛び駕, Suttobi kago?)
- 1952 : Musashi et Kojiro (武蔵と小次郎, Musashi to Kojirō?)
- 1952 : Jirocho et l'histoire des trois royaumes : Jirocho est populaire (次郎長三国志 第一部 次郎長売出す, Jirochō sangokushi 1: Jirochō uridasu?)
- 1953 : Les Nuits de Hawaï (ハワイの夜, Hawai no yoru?) co-réalisé avec Shūe Matsubayashi
- 1953 : Jirocho et l'histoire des trois royaumes : Premier voyage de Jirocho (次郎長三国志 第二部 次郎長初旅, Jirochō sangokushi 2: Jirochō hatsutabi?)
- 1953 : L'Étreinte (抱擁, Hoyo?)
- 1953 : Jirocho et l'histoire des trois royaumes : Jirocho et Ishimatsu (次郎長三国志 第三部 次郎長と石松, Jirochō sangokushi 3: Jirōchō to Ishimatsu?)
- 1953 : Jirocho et l'histoire des trois royaumes : L'Assemblée du port de Shimizu (次郎長三国志 第四部 勢揃い清水港, Jirochō sangokushi 4: Seizoroi Shimizu minato?)
- 1953 : Tange Sazen (丹下左膳?)
- 1953 : Zoku Tange Sazen (続丹下左膳?)
- 1953 : Jirochō sangokushi 5: Nagurikomi kōshūji (次郎長三国志 第五部 殴込み甲州路?)
- 1953 : Jirochō sangokushi 6: Tabigarasu Jirochō ikka (次郎長三国志 第六部 旅がらす次郎長一家?)
- 1954 : Jirochō sangokushi 7: Hatsu iwai Shimizu minato (次郎長三国志 第七部 初祝い清水港?)
- 1954 : Le Faucon magnifique (美しき鷹, Utsukushiki taka?)
- 1954 : Jirochō sangokushi 8: Kaidō ichi no abarenbō (次郎長三国志 第八部 海道一の暴れん坊?)
- 1954 : Jirochō sangokushi 9: Kōjinyama (次郎長三国志 第九部 荒神山?)
- 1955 : Jirōchō gaiden: Akiba no himatsuri (次郎長遊侠伝 秋葉の火祭り?)
- 1955 : Le Loup aveugle (人形佐七捕物帖 めくら狼, Ningyō Sashichi torimonochō: Mekura ōkami?)
- 1955 : Jirōchō gaiden: Amagi garasu (次郎長遊侠伝 天城鴉?)
- 1955 : Akagi no chimatsuri (赤城の血祭?)
- 1955 : Un saut périlleux dans la vie (人生とんぼ返り, Jinsei tonbo gaeri?)
- 1956 : Tange Sazen I (丹下左膳 乾雲の巻, Tange Sazen: Kan'un no maki?)
- 1956 : Bataille décisive dans les lueurs matinales (朝やけ決戦場, Asayake kessenjō?)
- 1956 : Tange Sazen II (丹下左膳 坤龍の巻, Tange Sazen: Konryū no maki?)
- 1956 : Tange Sazen III (丹下左膳 完結篇, Tange Sazen: Kanketsu hen?)
- 1956 : Fuite dans la peur (恐怖の逃亡, Kyōfu no tōbō?)
- 1956 : L'Homme de l'ombre (遠山金さん捕物控 影に居た男, Tōyama Kinsan torimonohikae: Kage ni ita otoko?)
- 1957 : Le Quartier des ronins (浪人街, Rōningai?)[12]
- 1957 : Adauchi sōzenji baba (仇討崇禅寺馬場?)
- 1957 : La Danse d'Awa : Les Pirates de Naruto (阿波おどり 鳴門の海賊, Awa odori : Naruto no kaizoku?)
- 1958 : La Cage aux canards mandarins (おしどり駕籠, Oshidori kago?)
- 1958 : Le Barrage de police (非常線, Hijōsen?)
- 1958 : Suteuri kanbei (捨てうり勘兵衛?)
- 1959 : Kurama Tengu (鞍馬天狗?)
- 1959 : L'Écho de l'amour (恋山彦, Koi yamabiko?)
- 1959 : Un mauvais garçon à Edo (江戸の悪太郎, Edo no akutaro?)
- 1959 : Yukinojo joue plusieurs rôles (雪之丞変化, Yukinojō henge?)

#### Années 1960
- 1960 : Le Chapeau de bambou de Yataro (弥太郎笠, Yatarō gasa?)
- 1960 : La Voie fleurie de l'enfer (天保六花撰 地獄の花道, Tenpō rokkasen: Jigoku no hanamichi?)
- 1960 : L'Homme qui est venu au port de Shimizu (清水港に来た男, Shimizu minato ni kita otoko?)
- 1961 : La Peau d'un flic d'Edo (江戸っ子肌, Edokko hada?)
- 1961 : Tsukigata Hanpeita (月形半平太?)
- 1962 : La Princesse Sen et Hideyoshi (千姫と秀頼, Senhime to Hideyori?)
- 1963 : La Sueur des hommes (八州遊侠伝 男の盃, Hasshū yūkyōden: Otoko no sakazuki?)
- 1963 : Le Conte des trois provinces de Jirocho (次郎長三国志, Jirochō sangokushi?)[13]
- 1964 : Jirocho et l'histoire des trois royaumes III (次郎長三国志 第三部, Jirochō sangokushi: Daisanbu?)
- 1964 : La Légende des yakuzas (日本侠客伝, Nihon kyōkakuden?)[14]
- 1965 : La Légende des yakuzas : Osaka (日本侠客伝 浪花篇, Nihon kyōkakuden: Naniwa hen?)
- 1965 : Harudanji, le maître de l'amour (色ごと師春団治, Irogotoshi Harudanji?)
- 1965 : La Légende des yakuzas : Kanto (日本侠客伝 関東篇, Nihon kyōkakuden: Kantō hen?)
- 1965 : Attaque à Koshu (次郎長三国志 甲州路殴り込み, Jirochō sangokushi: Kōshūji nagurikomi?)
- 1966 : La Légende des yakuzas : Duel à mort pendant la fête à Kanda (日本侠客伝 血斗神田祭り, Nihon kyōkakuden: Ketto Kanda-matsuri?)
- 1966 : La Légende des yakuzas : Duel à Naruto (日本侠客伝 雷門の決斗, Nihon kyōkakuden: Kaminari-mon no kettō?)
- 1966 : Le Chef des yakuzas du Japon (日本大侠客, Nihon daikyōkaku?)
- 1966 : Le Visage d'un homme est un atout (男の顔は切札, Otoko no kao wa kirifuda?)
- 1967 : La Légende des yakuzas : Sueur de l'épée (日本侠客伝 白刃の盃, Nihon kyōkakuden: Shiraha no sakazuki?)
- 1967 : Shōwa zankyō-den: Chizome no karajishi (昭和残侠伝 血染の唐獅子?)
- 1967 : La Légende des yakuzas : Attaque à l'épée (日本侠客伝 斬り込み, Nihon kyōkakuden: Kirikomi?)
- 1967 : Kyōkotsu ichidai (侠骨一代?)
- 1968 : Nihon kyōkakuden: Zetsuenjō (日本侠客伝 絶縁状?)
- 1968 : La Vie d'un yakuza (侠客列伝, Kyōkaku retsuden?)
- 1968 : Un voyou (ごろつき, Gorotsuki?)
- 1968 : Histoire de la prison d'Abashiri (新網走番外地, Shin Abashiri bangaichi?)
- 1969 : Shōwa zankyō-den: Karajishi jingi (昭和残侠伝 唐獅子仁義?)
- 1969 : Nippon kyōkaku-den: Hana to ryū (日本侠客伝 花と龍?)
- 1969 : Le Reste de l'esprit yakuza (日本残侠伝, Nippon zankyō-den?)[15]
- 1969 : Akumyō ichiban shobu (悪名一番勝負?)

#### Années 1970
- 1970 : Femme yakuza (女組長, Onna kumichō?)
- 1970 : La Pivoine et le Dragon (牡丹と竜, Botan to ryū?)
- 1970 : Yakuzas à Genkai (玄海遊侠伝 破れかぶれ, Genkai yūkyōden: Yaburekabure?)
- 1970 : Tu vas mourir (昭和残侠伝 死んで貰います, Shōwa zankyō-den: Shinde moraimasu?)
- 1971 : Nihon yakuza-den: Sōchiyō e no michi (日本やくざ伝 総長への道?)
- 1972 : Junko se retire : La Grande Famille des cerisiers rouges du Kantō (関東緋桜一家, Junko intai kinen eiga: Kantō hizakura ikka?)

### Acteur
- 1928 : Raiden (雷電?)[16] de Shōzō Makino et Sadatsugu Matsuda

## Récompenses
Sauf indication contraire, les informations mentionnées dans cette section peuvent être confirmées par la base de données cinématographiques IMDb,  présente dans la section « Liens externes ».
- 1929 : La revue Kinema Junpō classe Quartier des ronin I meilleur film japonais de l'année 1928[17]
- 1930 : La revue Kinema Junpō classe Le Lieu d'exécution meilleur film japonais de l'année 1929[17]
- 1994 : prix spécial pour l'ensemble de sa carrière aux Japan Academy Prize[18]